# 君塚省三
君塚 省三（きみづか / きみつか せいぞう、1856年5月26日（安政3年4月23日）- 1906年（明治39年）5月20日）は、明治期の農業経営者、実業家、政治家。衆議院議員、千葉県会議長、千葉県夷隅郡総野村長。幼名・道太郎。

## 経歴
上総国夷隅郡芳賀村（千葉県夷隅郡芳賀村、総野村芳賀、勝浦町を経て現勝浦市芳賀）で、農業・君塚勘解由左衛門芳高（のち傳に改名）の長男として生まれた。1874年（明治7年）自ら省三に改名。大喜多の私塾・大泉堂で学び、その後、大多喜藩校・明善校で漢学を修めた。
1875年（明治8年）第6大区第1小区副戸長に就任した。1879年（明治12年）以文会の結成に参画し、1881年（明治14年）自由党が結党されるとこれに加わった。1883年（明治16年）3月、千葉県会議員補欠選挙に当選し、1894年（明治27年）9月まで在任し、この間、同常置委員、地方衛生委員、県徴兵参事員、同議長（1892年4月就任）、夷隅郡徴兵参事員などを務めた。また、1890年（明治23年）6月、初代総野村長となり、1891年（明治24年）以文会第2次会長に就任した。
1892年（明治25年）2月、第2回衆議院議員総選挙（千葉県第1区、自由党）で落選したが、1894年（明治27年）9月、第4回総選挙（千葉県第4区、自由党）で当選し、衆議院議員に1期在任した。
実業界では、1893年（明治26年）総武鉄道取締役、1899年（明治32年）千葉遠洋漁業重役に就任し、その他、日本赤十字社千葉支部商議員、千葉県教育諮問会員なども務めた。

## 親族
- 叔父 小高貫三（千葉県会議員）[1]
- 弟 数見祐之助（千葉県会議員）[1]
- 義弟 岩瀬武司（衆議院議員、千葉県会議員）[1]